# Лилия Игнатова
Лилия Павлова Игнатова е българска състезателка по художествена гимнастика.

## Биография

### Образование и спортна кариера
Родена е на 17 май 1965 г. в София. Дъщеря е на Павел Игнатов, бордови инженер в първия презокеански полет на българската гражданска авиация.
Едно от т.нар. Златни момичета. Била е състезателка на спортен клуб „Левски“, София. Треньорки са ѝ били Златка Бончева и Нешка Робева. Завършва Националната спортна академия. Има 19 златни, 12 сребърни и 2 бронзови медала от европейски, световни първенства и Световната купа по художествена гимнастика с различните уреди и в многобоя. Единствената състезателка по художествена гимнастика два пъти носител на световната купа – през 1983 г. в Белград и през 1986 г. в Токио.
Отличия
- 1980, Европейско първенство в Амстердам, Нидерландия – сребърен медал в многобоя, злато с бухалки и лента, сребро с обръч
- 1981, Световно първенство в Мюнхен, ФРГ – сребърен медал в многобоя, златен на въженце и обръч, сребърен с бухалки
- 1982, Европейско първенство в Ставангер, Норвегия – 5-о място в многобоя, златен медал с лента
- 1983, Световно първенство в Страсбург, Франция – сребърен медал в многобоя, златен с топка и с бухалки, бронзов с обръч
- 1984, Европейско първенство във Виена, Австрия – 4-та в многобоя, златен медал с обръч и сребърен медал с топка
- 1985, Световно първенство във Валядолид, Испания – сребърен медал в многобоя, златен на топка и бухалки, бронзов с въженце
- 6 пъти носителка на Купата „Жулиета Шишманова“ – 1981, 1982, 1983, 1984, 1985 и 1986 г.
- 2-кратна носителка на Световната купа – 1983 г. в Белград и 1986 г. в Токио[1]
- 1986, Европейско първенство във Флоренция, Италия – златен медал в многобоя, златен на бухалки и въженце, сребърен медал на лента

### След края на спортната кариера
През 1988 г. се снима във филма „АкаТаМус“, където изпълнява ролята на Агнеса.
В началото на 90-те години се омъжва за маркиз Пиеро Жиралди. Двамата се запознават през 1990 г. във ваканционния комплекс „Слънчев ден“, на който той е арендатор по това време. На 6 януари 1993 г. Пиеро Жиларди и Лили Игнатова сключват брак и се установяват да живеят в Банкя в резиденцията на Масако Оя, с която маркизът има общ бизнес. Няколко месеца след сватбата им маркизът е арестуван. През 1994 г. Жиларди получава два последователни инфаркта и на 4 март 1994 г. умира.
През 1999 г. Лили Игнатова е избрана за член е на Управителния съвет на Българската федерация по художествена гимнастика. През есента на 2000 г. създава своя собствен клуб LILI SPORT. Лили Игнатова се занимава и с хореография.
По нейна идея са създадени спектаклите:
- „Орфей и Евридика“ – по сценарий на Георги Петров и с хореография на Лили Игнатова и Асен Павлов;
- „Легендата“ – музика от Георги Андреев, хореография от Лили Игнатова и Иво Иванов.

От втория си съпруг, Росен, има 2 деца – Йоана и Павел.